# ジャヌアリア・マリア・デ・ブラガンサ
ジャヌアリア・マリア・デ・ブラガンサ（Januária Maria de Bragança, 1822年3月11日 - 1901年3月13日）は、ポルトガルの王族、またブラジルの皇族。ポルトガル王ペドロ4世でもあったブラジル皇帝ペドロ1世と、その最初の妃でオーストリア皇帝フランツ1世の娘であるマリア・レオポルディーネの間の次女。全名はジャヌアリア・マリア・ジョアナ・カルロタ・レオポルディナ・カンディーダ・フランシスカ・シャヴィエル・デ・パウラ・ミカエラ・ガブリエラ・ハファエラ・ゴンザーガ（Januária Maria Joana Carlota Leopoldina Cândida Francisca Xavier de Paula Micaela Gabriela Rafaela Gonzaga de Bragança e Áustria）。イタリア語名ジェンナーラ・ディ・ブラガンツァ（Gennara di Braganza）。

## 生涯
ジャヌアリアは1836年から弟のブラジル皇帝ペドロ2世が1845年に長男アフォンソを授かるまで、ブラジル皇太子 (Princesa Imperial do Brasil) の地位にあった。ジャヌアリアには姉のポルトガル女王マリア2世がいたが、マリア2世はポルトガル王位継承後はブラジルの帝位継承者と見なされなくなったため、ジャヌアリアが暫定的な帝位継承者とされたのである。
ジャヌアリアは1844年4月28日、リオ・デ・ジャネイロで両シチリア王フランチェスコ1世の息子の1人、アクイラ伯爵ルイジと結婚し、間に三男一女をもうけた。
- ルイジ（1845–1909） - マリア・アメリア・ベロー＝ハメルと貴賤結婚
- マリーア・イザベッラ（1846–1859）
- フィリッポ（1847–1922） - フローラ・ボーネンと貴賤結婚

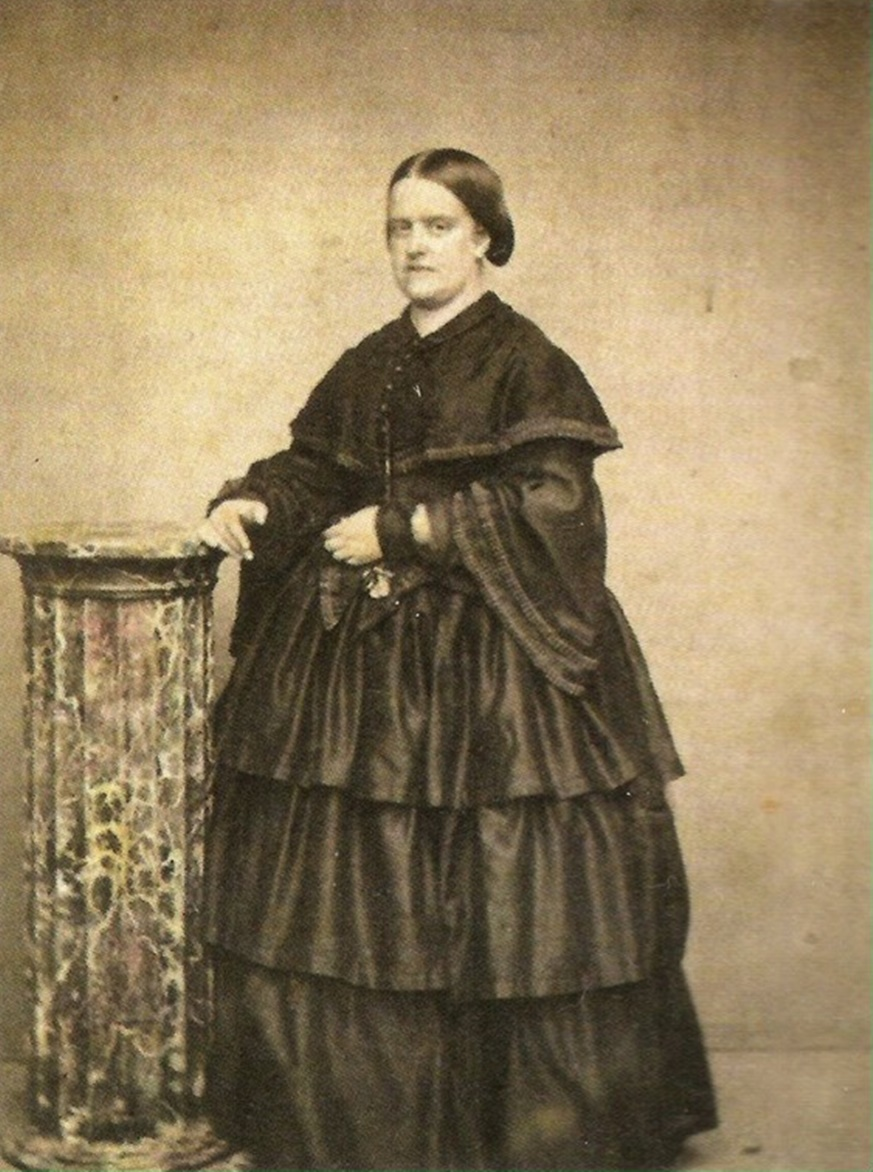
アクイラ伯爵夫人ジャヌアリア・マリア、1859年

- マリオ（1851）